# Johannes Reinmöller

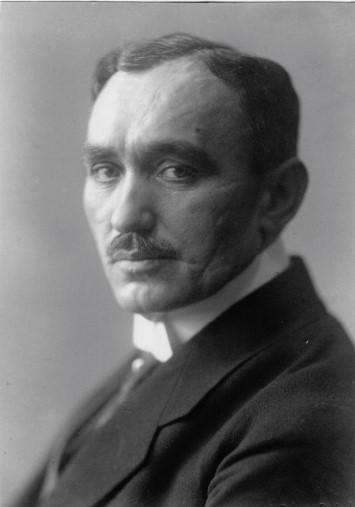
Johannes Reinmöller

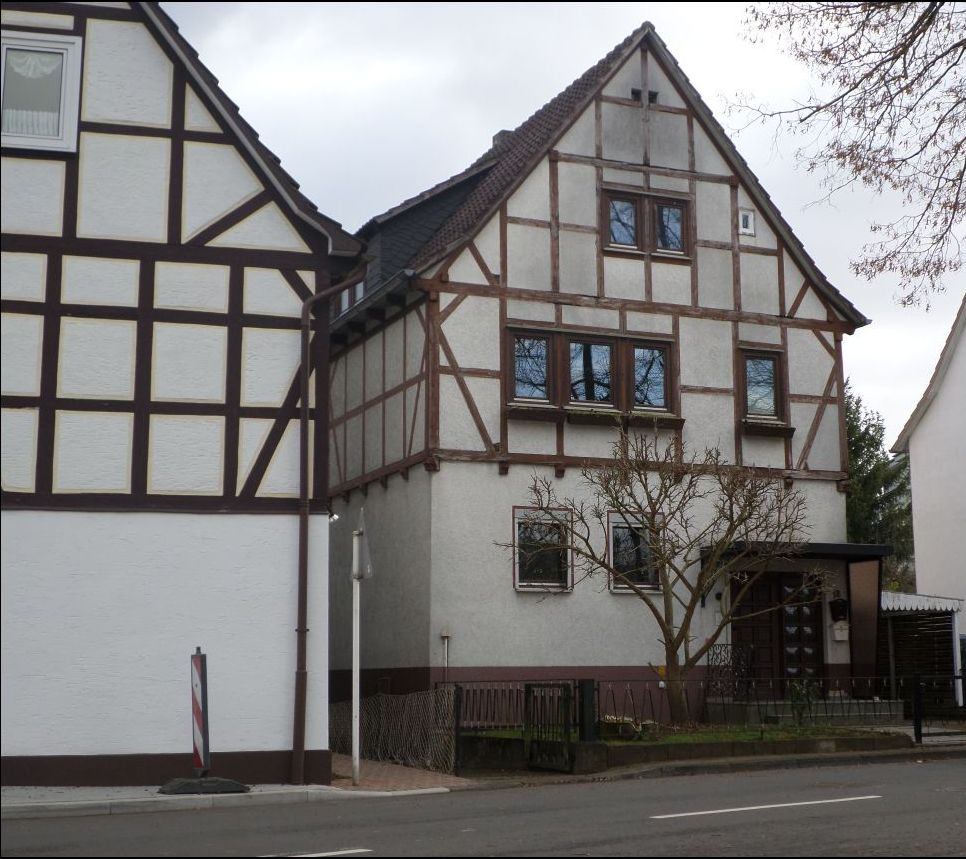
Geburtshaus von Johannes Reinmöller in Bebra

Johannes Albert Reinmöller (* 25. Mai 1877 in Bebra; † 1. März 1955 in Heidelberg) war ein deutscher Kieferchirurg, Hochschullehrer und Universitätsrektor.

## Leben
Johannes Reinmöller, Sohn eines Bahnbeamten, wuchs in Bebra auf. Er besuchte dort die Dorfschule und bestand die Reifeprüfung am Gymnasium in Hersfeld. Im Wintersemester 1897/98 begann er an der Philipps-Universität Marburg Medizin zu studieren. Auf Empfehlung von Matthäus Triebenstein, dem Bruder seiner Mutter Barbara geb. Triebenstein, wurde er im Corps Hasso-Nassovia aktiv. 1898 wurde er recipiert. Er wechselte an die Hessische Ludwigs-Universität, wo er sich 1899 auch dem Corps Hassia Gießen anschloss. Wohl nach dem Physikum ging er zum Sommersemester 1901 an die Universität Rostock. 1903/04 war er Volontärassistent an der Zahnklinik Breslau. 1904 legte er in Rostock die medizinische Staatsprüfung ab. Die zahnmedizinische folgte 1905 an der Ludwig-Maximilians-Universität München. 1905 wurde er auch zum Dr. med. promoviert.

### Rostock
1907 gründete er eine private Fachkrankenanstalt mit sechs kieferchirurgischen Betten in Rostock. Als Zahnarzt und Arzt approbiert, war Reinmöller zugleich Lektor für Zahnmedizin an der Universität Rostock. Nach der Habilitation wurde er 1909 Privatdozent für das Fach Zahnheilkunde an der Medizinischen Fakultät. 1910 wurde für ihn ein Extraordinariat in Rostock eingerichtet. Am Ersten Weltkrieg nahm er als Stabsarzt der Landwehr im Königlich Bayerischen 10. Feldartillerie-Regiment teil. In dem Regiment dienten viele Angehörige des Corps Baruthia. 1917 erhielt er in Rostock den Lehrstuhl für Stomatologie. 1920 musste Reinmöller von seiner Professur zurücktreten, nachdem ein Disziplinarverfahren gegen ihn wegen republikfeindlicher Äußerungen in seiner Vorlesung („Drecksrepublik“) eingeleitet worden war. Von März bis Mai 1921 war er Mitglied im Landtag des Freistaates Mecklenburg-Schwerin für die Deutschnationale Volkspartei (DNVP).

### Erlangen
1921 folgte Reinmöller dem Ruf der Friedrich-Alexander-Universität Erlangen. Er war zwei Jahre Dekan der Medizinischen Fakultät und 1933–1935 Rektor der Universität. In diesen Jahren begann Reinmöller, sich auf Universitätspolitik zu beschränken. Nach 1925 forschte er nicht mehr und ließ sich auch von Lehrverpflichtungen befreien.

### Würzburg
1935 kam er als Ordinarius an die Julius-Maximilians-Universität Würzburg, wo er 1935–1937 ebenfalls als Rektor amtierte. Am Abend des 15. November 1935 schloss (im Zusammenhang mit einer von den Nationalsozialisten am 18. November geplanten Demonstration gegen den Bischof Matthias Ehrenfried) Rektor Reinmöller die Würzburger Katholisch-Theologische Fakultät, welche – nach Protesten und Demonstration durch Theologen (insbesondere Dompfarrer Heinrich Leier) – am 25. November jedoch wieder den theologischen Lehrbetrieb aufnahm. Nach einer Auseinandersetzung mit dem zuvor in Gegnerschaft zu Bischof Ehrenfried stehenden Gauleiter von Unterfranken Otto Hellmuth am 1. April 1938 emeritiert, zog sich Reinmöller auf seinen Landsitz in Ahrenshoop zurück.

### NS-Zeit und Russland
1933 trat er der Einheitsfront der Zahnärzte bei, um sich dem Führerprinzip des Nationalsozialismus zu verpflichten. Reinmöller trat zum 1. Dezember 1937 der NSDAP bei (Mitgliedsnummer 5.985.633). In der SA stieg er zum SA-Standartenführer (Oberst) auf. Später wurde er Mitglied der SS. Susanne Ude-Koeller sieht in den reichhaltigen Quellen das Bild eines zutiefst überzeugten und unnachgiebigen Feindes der Weimarer Republik. Sowohl als zahnärztlicher Standesvertreter als auch als Hochschulpolitiker habe er seine antidemokratische Grundüberzeugung kompromisslos vertreten.
In der Nachkriegszeit in Deutschland wurde er auf seinem Landsitz in Ahrenshoop im Sommer 1946 verhaftet. Nach dreijähriger Inhaftierung, unter anderem im Lager Tscherepowez, wurde er Weihnachten 1949 nach Deutschland entlassen. Lange kämpfte er um den Abschluss seines Entnazifizierungsverfahrens, von dem seine Pensionsansprüche abhängig waren. Nach seinem Tod 1955 wurde er in Waldmichelbach beigesetzt. In der Zahnklinik wurde eine Büste von ihm aufgestellt.

### Privates
In erster Ehe war Reinmöller seit 1906 mit Minna Binder aus Würzburg († 1908) verheiratet. Aus der Ehe ging eine Tochter hervor. Nach der Kriegsrückkehr erfuhr Reinmöller 1919 vom außerehelichen Verhältnis seiner zweiten Frau Helene; die Ehe wurde anschließend geschieden. Er forderte den Liebhaber, einen Schauspieler am Rostocker Stadttheater, zum Pistolenduell. Als dieser das Angebot konkludent ablehnte, überraschte Reinmöller ihn zuhause und tötete ihn mit fünf Schüssen. Ein Schwurgericht sah darin eine Affekttat und sprach ihn frei. 
Ein jüngerer Bruder war Max Reinmöller. Er folgte 1933 auf Hans Moral, den Nachfolger seines Bruders auf dem Rostocker Lehrstuhl.

## Ehrungen
Corps
Ehrenmitglied des Corps Hasso-Nassovia
Corpsschleifenträger der Baruthia (1928), Bandverleihung 1933
Bandverleihung des Corps Visigothia Rostock (1909)
Bundesrepublik Deutschland
Mitläufer (1953)
Bayern
Bayern Prinz Alfons Erinnerungszeichen
Abzeichen Bayerischer Kriegerbund
Militär-Sanitäts-Orden I. Klasse
Träger der Kronprinz-Rupprecht-Medaille
Prinzregent-Luitpold-Medaille in Bronze
Mecklenburg
Dr. med. dent. h. c. (Rostock 1920)
Militärverdienstkreuz (Mecklenburg)
Verdienstmedaille in Bronze Friedrich Franz II.
Mitgliedsabzeichen Mecklenburger Kriegerverband
Hamburg, Preußen und Reich
Eisernes Kreuz 2. Klasse
Eisernes Kreuz 1. Klasse
Verwundetenabzeichen in Schwarz (1918)
Königlicher Kronen-Orden (Preußen)
Hanseatenkreuz (Hamburg)
Ehrenkreuz des Weltkrieges
Treudienst-Ehrenzeichen

## Werke
- mit Albrecht Burchard: Die zahnärztliche Röntgenologie. Ein Lehrbuch und Atlas für Zahnärzte und Studierende. Leipzig Berlin 1914.